# ČTV
ČTV byla televizní stanice Československé a později České televize, která vysílala v českých zemích v letech 1990–1992. Byla nástupcem II. programu a roku 1993 byla nahrazena stanicí ČT1. Na Slovensku místo ní vysílal kanál S1.

## Historie
Po sametové revoluci v roce 1989 zahájila Československá televize (ČST) v květnu 1990 vysílání své třetí stanice OK3. K dalším změnám došlo 3. září 1990, kde se ze stávajícího I. programu ČST stal celostátní federální kanál F1, zatím II. program byl rozdělen na dvě národní stanice: českou ČTV a slovenskou S1. Dne 1. ledna 1992 vznikla samostatná Česká televize, která se stala provozovatelem vysílání kanálu ČTV. Jeho vysílání bylo původně kódováno v normě SECAM, ke změně ale došlo 1. července 1992, kdy začala ČTV využívat normu PAL. Stanice ČTV ukončila provoz rozpadem Československa 31. prosince 1992 a od 1. ledna 1993 byla nahrazena kanálem ČT1.